# D-орбіталь

d-Орбіталь (англ. d-orbital) — атомна орбіталь з азимутальним квантовим числом l = 2. Такі орбіталі мають складні форми.
Існує п'ять d-орбіталей, які (після утворення дійсних лінійних комбінацій) позначають {\displaystyle d_{z^{2}}}, {\displaystyle d_{x^{2}-y^{2}}}, {\displaystyle d_{xy}\,}, {\displaystyle d_{xz}\,}, {\displaystyle d_{yz}\,}.